# Hépatotoxine

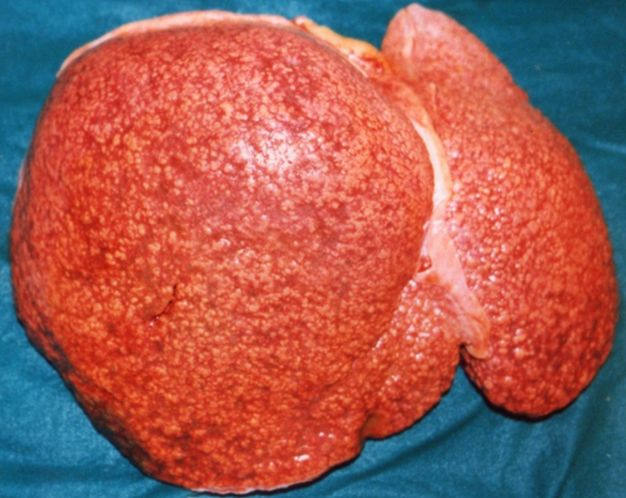
Photographie d'un foie cirrhotique, causé par l'alcoolisme. L'éthanol est une hépatotoxine.

Une hépatotoxine (du grec hepato, foie) est une substance chimique toxique (toxine) qui endommage le  foie. L'effet hépatotoxique est provoqué par certaines toxines naturelles comme les microcystines, ou bien être un effet indésirable de certains médicaments, ou encore être dû à l'exposition à certaines substances chimiques utilisées en laboratoire.
L'effet des hépatotoxines dépend de leur quantité, leur porte d'entrée, de la vitesse de distribution de la toxine, et de l'état de santé de la personne.

## Substances hépatotoxiques
- α-Amanitine, une toxine mortelle présente dans l'amanite phalloïde.
- Aflatoxine
- Éthanol
- Halothane[1]
- Alcaloïdes pyrrolizidiniques, groupe de substances présentes dans de nombreuses plantes des familles Boraginaceae, Compositae et Leguminosae.
- Lutéoskyrine
- Kavalactones (incertain)
- Alcool allylique
- Amiodarone
- Aroclor 1254
- Arsenic
- Carbamazépine
- Tétrachlorure de carbone
- N-Nitrosodiéthylamine
- N,N-Diméthylformamide
- Diquat
- Étoposide
- Indométacine
- Méthapyrilène
- Méthotrexate
- Méthylcholanthrène[2].